# Ewald Wüst

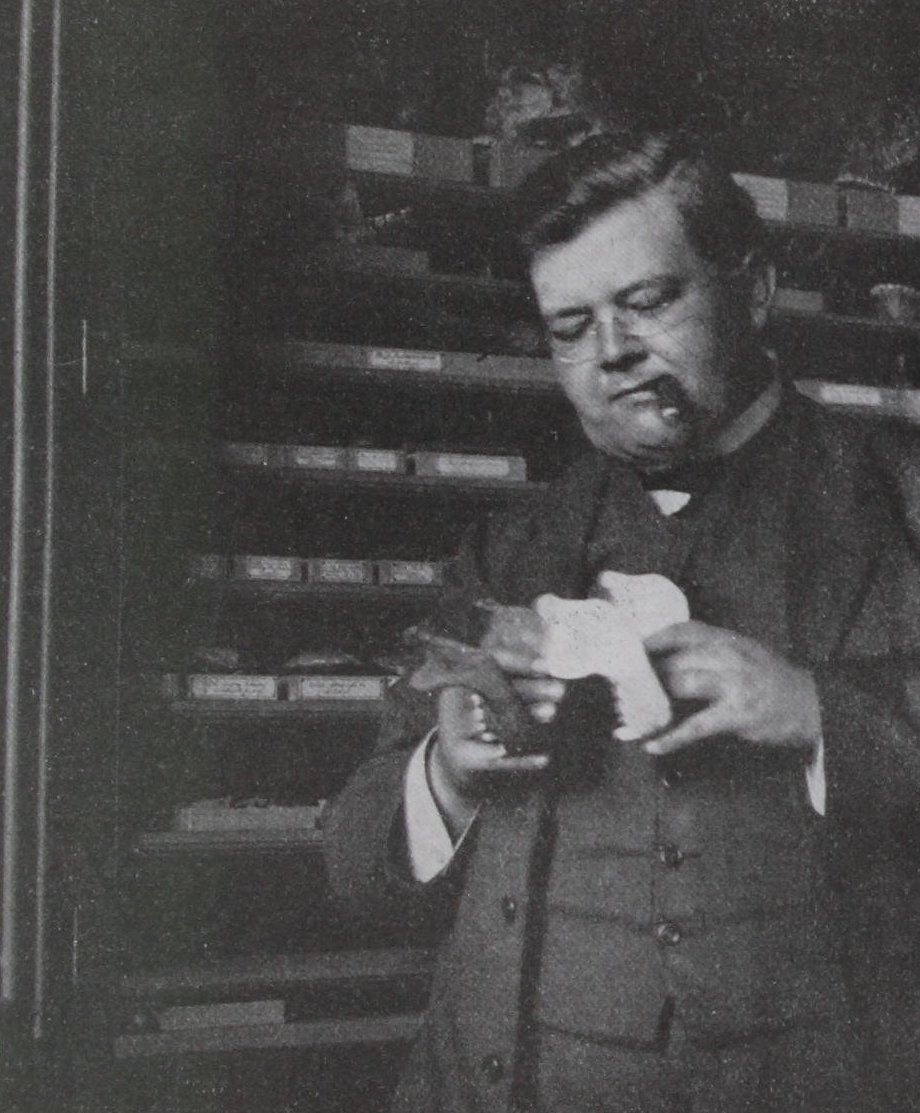
Ewald Wüst

Ewald Wüst (* 29. September 1875 in Halle; † 19. April 1934 in Kiel) war ein deutscher Geologe und Paläontologe sowie Botaniker. 

## Leben
Wüst war der Sohn des Professors Albert Wüst. Er ging in Halle, Sangerhausen und Arnstadt aufs Gymnasium (Abitur 1895) und studierte in Halle und Straßburg (1897/98), war in Halle ab 1899 Assistent bei von Karl von Fritsch, promovierte dort 1900 (Das Pliozän und das älteste Pleistozän Thüringens) und habilitierte sich 1903, worauf er  bis 1910 Privatdozent in Halle war. 1910 wurde er als Nachfolger von Hippolyt Haas außerordentlicher Professor für Historische Geologie und Paläontologie und Abteilungsleiter am Mineralogischen Institut und Museum der Universität Kiel. 1920 erhielt er ein persönliches Ordinariat und 1925 wurde er ordentlicher Professor am neu eingerichteten Lehrstuhl für Geologie und Direktor des damals unabhängig  gewordenen Geologisch-Paläontologischen Instituts. Er starb an Lungenkrebs.
Er befasste sich in seiner Zeit in Halle insbesondere mit der Säugetierfauna der Eiszeit (Pferde, Elefanten, Nashörner) in Thüringen und tat sich auch als Botaniker hervor.
1901 wurde er Mitglied der Deutschen Geologischen Gesellschaft und gehörte im August 1912 zu den 34 Gründungsmitgliedern der Paläontologischen Gesellschaft. 1925 wurde er zum Mitglied der Leopoldina gewählt.

## Schriften
- Untersuchungen über das Pliozän und das ältesta Pleistozän Thüringens nördlich vom Thüringer Walde und westlich von der Saale. E. Karras, Halle a. S. 1900 doi:10.5962/bhl.title.13977
- Die Fossilführung des Mittleren Buntsandsteins der Mansfelder Mulde. Zeitschrift für Naturwissenschaften, 79, 109 – 126, Leipzig 1907.
- Die erdgeschichtliche Entwicklung Schleswig-Holsteins bis zum Beginn des Eiszeitalters. In: Die Heimat. Bd. 25 (1915), Heft 1, Januar 1915, S. 9–16 (Digitalisat), Heft 2, Februar 1915, S. 28–35.